# Kermisgasten
Kermisgasten is een Nederlandse film uit 1936 onder regie van Jaap Speyer. Er wordt vermoed dat de film verloren is gegaan.

## Verhaal
Jan Holst en zijn vrouw Truus waren ooit toneelspelers van allure, maar inmiddels zijn zij verzeild geraakt in de circustent van Marinelli waar Jans zus Annie al sinds jaar en dag werkzaam is als circusartieste. Wanneer Truus de Don Juan-neigingen van Jan zat is en een aanbod van een theater-agent uit de stad aanneemt, blijven Jan en zijn zus achter. Marinelli kampt echter met financiële problemen, en voor zij het weten komen Jan en Annie terecht bij hetzelfde Amsterdamse theater als Truus, waar zij plaatsvervangers worden van de beroemde Amerikaanse 'Jolly Sisters', die op hun schip in quarantaine zitten. Zonder dat ze dit weten, zijn Jan en Annie zo tevens in bezit gekomen van de gestolen juwelen van de Jolly Sisters. De zusters hebben twee detectives achter de juwelen aan gestuurd, die bij aankomst in het theater op slag verliefd worden op de als Jolly Sister verklede Jan. Wanneer Jan en Annie zich klaarmaken voor hun eerste optreden, besluit een van de detectives met een bos bloemen aan te kloppen bij hun kleedkamer. De detectives komen zo tot de ontdekking dat de door hen aanbeden vrouw in feite een potige man is die zich staat te scheren. Ervan overtuigd dat zij de juwelendieven te pakken hebben, duiken de gewapende detectives tijdens het optreden, waarin Jan verkleed als Marlene Dietrich het lied 'Ich bin von Kopf bis Fuss auf Liebe eingestelt' zingt, op in het souffleurshokje. De artiesten vluchten door het publiek naar buiten, en een achtervolging over de daken van Amsterdam volgt. Uiteindelijk belandt het gezelschap per toeval in de kamer waar juist op dat moment de broer van Marinelli, dhr Jansen, in het bijzin van de echte Jolly Sisters door de politiecommissaris aan de tand gevoeld wordt. Jansen bekent kwade opzet en Annie en Jan krijgen een fikse beloning, waarop Truus zich weer in Jans armen stort.

## Rolverdeling
| Acteur                | Personage   |
| --------------------- | ----------- |
| Heintje Davids        | Annie Holst |
| Johan Kaart           | Jan Holst   |
| Fien Berghegge        | Truus       |
| Matthieu van Eysden   | Marinelli   |
| Sylvain Poons         | Detective 1 |
| Johan Elsensohn       | Detective 2 |
| Alex de Meester       |             |
| Lizzy Valesco         |             |
| Jan Grootveld         |             |
| Harry Boda            |             |
| Jean Janssen          |             |
| Wim Kan               |             |
| Corry Vonk            |             |
| August Kiehl          |             |
| Charles Braakensiek   |             |
| Clara Vischer-Blaaser |             |